# Penn Motor Car Company

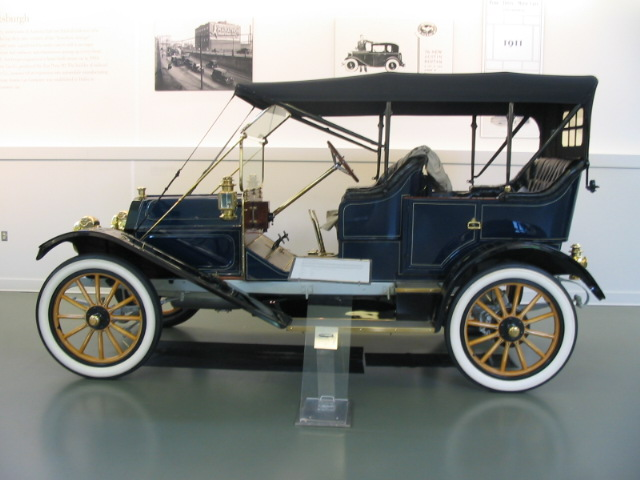
Penn Thirty vom 1911

Penn Motor Car Company war ein US-amerikanischer Hersteller von Automobilen.

## Unternehmensgeschichte
Das Unternehmen wurde im November 1910 in Pittsburgh in Pennsylvania gegründet. 1911 begann die Produktion von Automobilen. Der Markenname lautete Penn. 1912 wurde ein neues Werk in New Castle errichtet. Allerdings entstanden dort keine Fahrzeuge mehr. Denn 1912 endete die Produktion.

## Fahrzeuge
Alle Modelle hatten Vierzylindermotoren.
1911 gab es nur den Thirty. 101,66 mm Bohrung und 114,3 mm Hub ergaben 3707 cm³ Hubraum. Die Motorleistung war mit 30 PS angegeben. Das Fahrgestell hatte 267 cm Radstand. Das Model R war ein zweisitziger Roadster und das Model T ein fünfsitziger Tourenwagen.
1912 wurde beim Thirty die Bohrung auf 95,25 mm reduziert. Das ergab 3258 cm³ Hubraum. Der Motor leistete weiterhin 30 PS. Der Radstand blieb ebenfalls unverändert. Model R-F war ein zweisitziger Runabout mit vorderen Türen, Model T-4 ein fünfsitziger Tourenwagen mit vorderen Türen und der Comet ein Roadster. Neu war der Forty-Five. 104,775 mm Bohrung, 139,7 mm Hub, 4818 cm³ Hubraum und 45 PS Leistung waren seine Motordaten. Der Radstand betrug 292 cm. Das Model T-R wurde als Pir. Runabout mit 2 Sitzen bezeichnet und das Model T-5 als Arist. Tourenwagen. Daneben gab es den Comet als Roadster.
Ein Modell der kanadischen Nova Scotia Carriage & Motor Car basierte auf dem Penn Thirty.

## Modellübersicht
| Jahr | Modell     | Ausführung | Zylinder | Leistung (PS) | Radstand (cm) | Aufbau                         |
| ---- | ---------- | ---------- | -------- | ------------- | ------------- | ------------------------------ |
| 1911 | Thirty     | Model R    | 4        | 30            | 267           | Roadster 2-sitzig              |
| 1911 | Thirty     | Model T    | 4        | 30            | 267           | Tourenwagen 5-sitzig           |
| 1912 | Thirty     | Model R-F  | 4        | 30            | 267           | Fore-Door Runabout 2-sitzig    |
| 1912 | Thirty     | Model T-4  | 4        | 30            | 267           | Fore-Door Tourenwagen 5-sitzig |
| 1912 | Thirty     | Comet      | 4        | 30            | 267           | Roadster                       |
| 1912 | Forty-Five | Model T-R  | 4        | 45            | 292           | Pir. Runabout 2-sitzig         |
| 1912 | Forty-Five | Model T-5  | 4        | 45            | 292           | Arist. Tourenwagen             |
| 1912 | Forty-Five | Comet      | 4        | 45            | 292           | Roadster                       |